# NGC 5273
NGC 5273 = IC 895 ist eine 11,5 mag helle linsenförmige Seyfertgalaxie (Typ 1) vom Hubble-Typ S0 im Sternbild Jagdhunde und etwa 51 Millionen Lichtjahre von der Milchstraße entfernt.
Sie wurde am 1. Mai 1785 vom deutsch-britischen Astronomen Wilhelm Herschel mit einem 18,7-Zoll-Spiegelteleskop entdeckt, der sie dabei mit „cB, pL, R, vgmbM“ beschrieb.